# فیلیپه آلیوت
فلیپه آلیوت (انگلیسی: Philippe Alliot؛ زادهٔ ۲۷ ژوئیهٔ ۱۹۵۴ در ووس) رانندهٔ سابق مسابقات اتومبیل‌رانی فرمول یک اهل فرانسه است که از فصل ۱۹۸۴ تا ۱۹۹۰ و سپس از فصل ۱۹۹۳ تا ۱۹۹۴ در مسابقات قهرمانی جهان فرمول یک شرکت کرده‌است. آلیوت مجموعاً در ۱۱۶ گراند پری شرکت کرد و در این مسابقات در مجموع ۷ امتیاز کسب کرد.